# John Cluer
John Cluer (* um 1681; † 1728 in London) war ein englischer Musikdrucker und Verleger.

## Leben und Werk
Die Druckerei John Cluers ist seit 1715 in London nachweisbar. John Cluer druckte 1720 Georg Friedrichs Suites de pièces de clavicin (1720) und ab 1724 neun Opern Händels (darunter: Giulio Cesare 1724, Tamerlano und Scipione). Nach dem Tod Cluers übernahm sein Notenstecher Thomas Cobb zunächst die Firma, verkaufte sie aber 1736 an Cluers Schwager William Dicey, dessen Sohn Cluer Dicey sie bis 1764 fortführte.
John Cluer nahm die Erfindung des Notenstichs mit Stempeln auf Pewterplatten (Mischung von Zinn und Blei) für sich in Anspruch. Diese Technik ist jedoch von John Walsh und John Hare entwickelt worden.